# Anomis trichomosia
Anomis trichomosia là một loài bướm đêm trong họ Erebidae.